# Consejo Económico y Social de Túnez

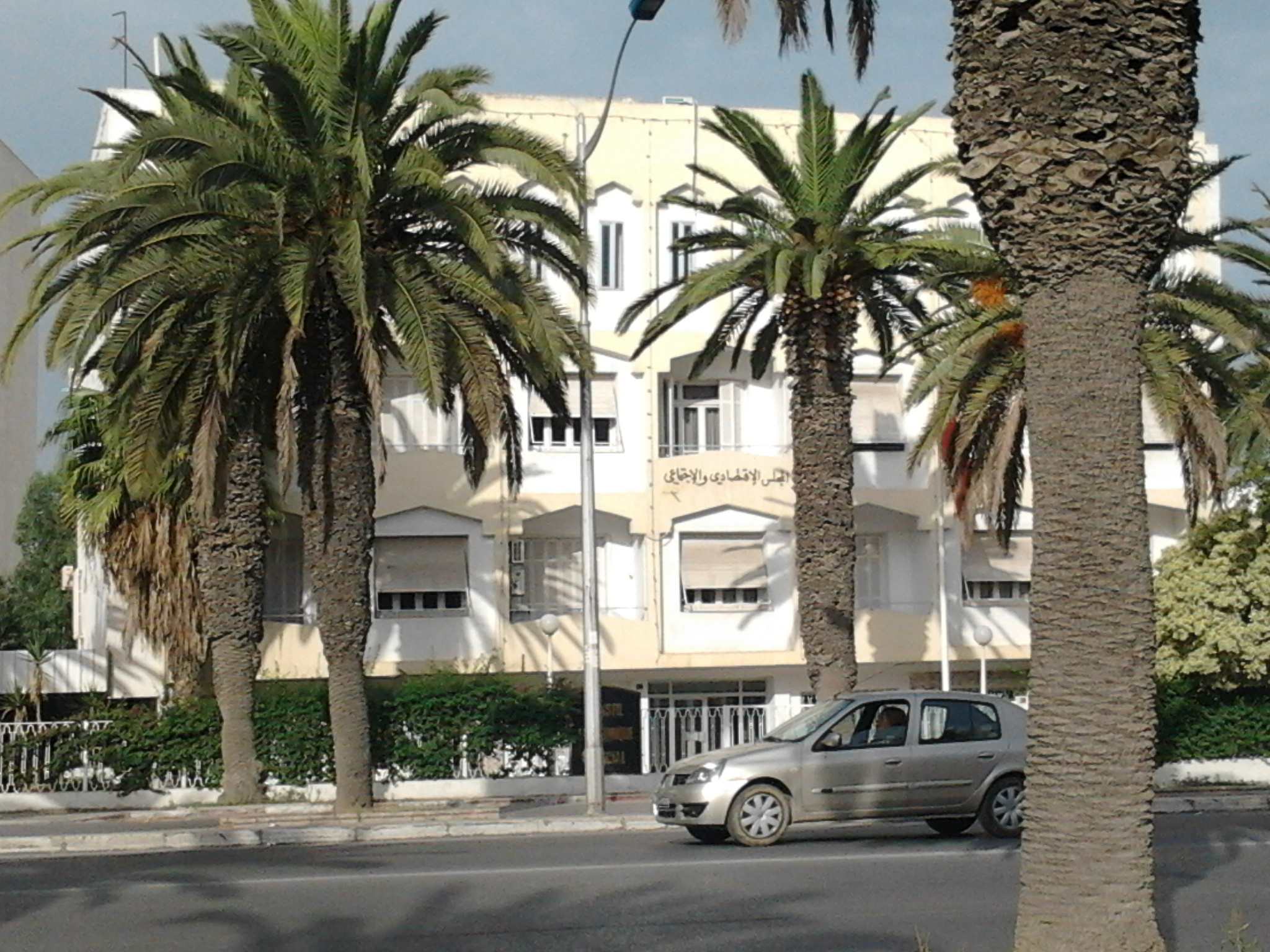
Consejo Económico y Social (sede provisional de la Instancia Superior Electoral Independiente) - Avenida Mohamed V - Túnez.

El Consejo Económico y Social de Túnez fue creado por el decreto ley n.° 61-23 de 28 de junio de 1961.

## Principales etapas de la evolución del Consejo
- 1961: La composición del Consejo agrupa  a 30 miembros, representantes de las organizaciones de trabajadores, de empresarios industriales y comerciales y de expertos. Los miembros son nombrados por decreto para un mandato de cinco años.

- 1965: Los miembros del Consejo pasan de 30 a 37, incluyendo una revisión de las representaciones de cooperativas y de sociedades regionales de comercio.

- 1970: Los miembros del Consejo pasan a ser 42 y se reemplaza a los representantes del sector de la cooperación por los sectores de la industria, la agricultura y los servicios. Por primera vez se incluye a los consumidores y la juventud.

- 1983: El número de miembros del Consejo pasan a ser 68. Se incluyen expertos cualificados (que pasan de 6 a 20, y de representantes de asociaciones) y también de representantes de la Administración.

- 1988: Se lleva a cabo la reforma más importante. La composición del Consejo pasa de 68 a 117 miembros. Quedan representadas las fuerzas vivas de la Nación y los diferentes componentes de la sociedad civil, incluyendo representantes regionales.

- 2006: Se acometen nuevas revisiones de la organización y el funcionamiento del Consejo Económico y Social que se concretan en el decreto n.° 2006-543 promulgado el 1 de marzo de 2006.